# Saison 2 de Space Force
Chronologie
Saison 1 de Space Force
Cet article présente le guide des épisodes de la seconde saison de la série télévisée américaine Space Force.

## Synopsis
Après la crise lunaire sino-américaine — qui a vu le général Mark R. Naird, chef des opérations spatiales, refuser d'obéir à POTUS et de déclencher la troisième guerre mondiale pour un simple acte de vandalisme — et à la suite de l'arrivée d'une nouvelle administration, la Space Force se retrouve sur la sellette et va devoir faire ses preuves sous peine de dissolution...

## Distribution

### Personnages principaux
- Steve Carell (VF : Constantin Pappas) : général Mark R. Naird, chef des opérations spatiales
- John Malkovich (VF : Edgar Givry) : Dr Adrian Mallory, directeur scientifique de la Space Force
- Ben Schwartz (VF : Antoine Schoumsky) : F. Tony Scarapiducci, responsable médias de la Space Force
- Diana Silvers (VF : Charlotte Hennequin) : Erin Naird, fille du Général Naird
- Tawny Newsome (VF : Audrey Sourdive) : capitaine Angela Ali, pilote de la Space Force affectée au général Naird

### Personnages secondaires
- Jimmy O. Yang (VF : Romain Altché) : Dr Chen Kaifang, assistant du Dr Mallory
- Alex Sparrow (VF : Julien Allouf) : capitaine Yuri "Bobby" Telatovich, émissaire des Forces spatiales russes
- Don Lake (VF : Vincent Violette) : brigadier général Brad Gregory, second du général Naird.
- Fred Willard (VF : Patrick Préjean) : Fred Naird, père du général Naird
- Jessica St. Clair : Kelly King, contremaître affectée à la construction du QG de la Space Force
- Lisa Kudrow (VF : Rafaèle Moutier) : Maggie Naird, épouse du général Naird
- Punam Patel : Dr Ranatunga

### Invités
- Noah Emmerich (VF : Bruno Magne)  : général Kick Grabaston, chef d'État-Major de l'United States Air Force (épisode 1)
- Tim Meadows : secrétaire à la Défense
- Roy Wood Jr. (VF : Nicolas Justamon) : colonel Bert Mellows, agent de liaison de la Space Force
- Chris Gethard : astronaute Eddie Broser
- Hector Duran : astronaute Julio Diaz-Jose
- Ginger Gonzaga : députée Anabela Ysidro-Campos
- Jane Lynch (VF : Anne-Bérengère Pelluau) : amirale Mayweather, cheffe des opérations navales
- Diedrich Bader : général Rongley, chef d'état-major de l'armée de terre
- Patrick Warburton : général Dabney Stramm, commandant du Corps des Marines
- Larry Joe Campbell : amiral Louis Biffoont, commandant de l'United States Coast Guard
- Terry Crews : général Aggroad, chef d'État-Major de l'United States Air Force
- Kelvin Han Yee : général Gao Xiaoling, commandant de la Force de soutien stratégique de l'Armée populaire de libération
- Richard Ouyang : Dr Zhang, directeur scientifique de la Force de soutien Stratégique de l'APL

## Épisodes

### Épisode 1:L'Enquête
- États-Unis /  Canada : 18 février 2022 sur Netflix

- Noah Emmerich (général Kick Grabaston)
- Tim Meadows (secrétaire à la Défense)
- Ashlee Ferral (employée du Pentagone)

### Épisode 2:Coupes budgétaires
- États-Unis /  Canada : 18 février 2022 sur Netflix

- Chris Gethard (Astronaute Eddie Broser)
- Hector Duran (Astronaute Julio Diaz-Jose)
- Patton Oswalt (Capitaine Lancaster)

### Épisode 3:La Délégation chinoise
- États-Unis /  Canada : 18 février 2022 sur Netflix

- Tim Meadows (secrétaire à la Défense)
- Kelvin Han Yee (général Gao Xiaoling)
- Richard Ouyang (Dr Zhang)

### Épisode 4:Le Projet Europa
- États-Unis /  Canada : 18 février 2022 sur Netflix

### Épisode 5:Regain de confiance
- États-Unis /  Canada : 18 février 2022 sur Netflix

### Épisode 6:La Couverture médicale
- États-Unis /  Canada : 18 février 2022 sur Netflix

### Épisode 7:Le Piratage
- États-Unis /  Canada : 18 février 2022 sur Netflix